# 南スーダンの大統領
南スーダンの大統領（みなみスーダンのだいとうりょう、英: President of the Republic of South Sudan）は、南スーダン共和国の元首にして政府の長たる大統領である。

## 概要
南スーダンは長らくスーダン共和国の一部であり、同地域には2005年より自治政府が認められていたが、2011年1月に行われた独立を問う住民投票（2011年南部スーダン独立住民投票）によって独立が選択され、同年7月9日に独立した。本項では自治政府時代の大統領についても記述する。

## 大統領の一覧
| 南部スーダン自治政府 |                                                | |                             |                              |                               |              |                                     |                                                |                                        |
| 代                   | 大統領                                         | 大統領 | 所属政党                    | 期                           | 在任期間                      | 在任期間     | 副大統領                            | 副大統領                                       | 備考                                   |
| 01                   | ジョン・ガラン John Garang de Mabior           | | スーダン人民解放運動 (SPLM) | 1                            | 2005年1月9日 - 2005年7月30日  | 202日        |                                     | サルバ・キール・マヤルディ Salva Kiir Mayardit | スーダン共和国第1副大統領 在任中に死去 |
| 0-                   | サルバ・キール・マヤルディ Salva Kiir Mayardit | | スーダン人民解放運動 (SPLM) | 1                            | 2005年7月30日 - 2005年8月11日 | 12日         |                                     | （不在）                                       | 大統領代行 （副大統領）                |
| 02                   | サルバ・キール・マヤルディ Salva Kiir Mayardit | 2 | スーダン人民解放運動 (SPLM) | 2005年8月11日 - 2011年7月9日 | 5年 + 332日                   |              | リエック・マチャル Riek Machar Teny |                                                |                                        |
| 南部スーダン共和国   |                                                | |                             |                              |                               |              |                                     |                                                |                                        |
| 代                   | 大統領                                         | 大統領 | 所属政党                    | 期                           | 在任期間                      | 在任期間     | 副大統領                            | 副大統領                                       | 備考                                   |
| 01                   | サルバ・キール・マヤルディ Salva Kiir Mayardit | | スーダン人民解放運動 (SPLM) | 1                            | 2011年7月9日 - （現職）       | 13年 + 246日 |                                     | リエック・マチャル Riek Machar Teny            |                                        |
| 01                   | サルバ・キール・マヤルディ Salva Kiir Mayardit | ジェームズ・ワニ・イッガ James Wani Igga                                                                                              | スーダン人民解放運動 (SPLM) | 1                            | 2011年7月9日 - （現職）       | 13年 + 246日 |                                     |                                                |                                        |
| 01                   | サルバ・キール・マヤルディ Salva Kiir Mayardit | 1)リエック・マチャル 2)ジェームズ・ワニ・イッガ 3)タバン・デン・ガイ 4)レベッカ・ニャンデン・ デ・マビオール 5)フセイン・アブデルバギ | スーダン人民解放運動 (SPLM) | 1                            | 2011年7月9日 - （現職）       | 13年 + 246日 |                                     |                                                |                                        |

## 直近の大統領選挙結果
2010年4月11日から15日にかけて実施された自治政府時代の大統領選挙の結果は以下のとおり。独立後は現在に到るまで大統領選挙は行われていない。
| 結果 | 候補者名                   | 政党名                               | 得票数    | 得票数  |
| ---- | -------------------------- | ------------------------------------ | --------- | ------- |
| 当選 | サルバ・キール・マヤルディ | スーダン人民解放軍                   | 2,616,613 | 92.99%  |
| 落選 | ラム・アコル               | スーダン民主改革のための人民解放運動 | 197,217   | 7.01%   |
| 合計 | 合計                       | 合計                                 | 2,813,830 | 100.00% |